# Lisi Linder
Lisi Linder (Cádiz, España, 15 de abril de 1984) es una actriz española conocida en la pequeña pantalla principalmente por su papel como Agneska en Mar de plástico. En 2020, su papel de Mónica Ramala en Vis a vis: El oasis, le ha valido gran reconocimiento y en 2021 en la gran pantalla también obtuvo reconocimiento y una nominación ( Premios Carmen ) por su papel de Carmen en Heroes de Barrio.

## Biografía
Lisi Linder nació en Cádiz en 1984, de padre español y madre austriaca. A los 18 años se marchó a Sevilla para estudiar Comunicación Audiovisual y, posteriormente, Arte Dramático en Madrid.
Interpretó un pequeño papel en Gran Hotel, serie que se prolongó durante tres temporadas hasta concluir en el primer trimestre del año 2013.
También en 2015 se estrenó la serie Mar de plástico en Antena 3 de la que es protagonista con el personaje de Agneska Spassy.
En 2017 la actriz participa en la serie diaria de sobremesa Servir y proteger, emitida en Televisión española. En 2018 forma parte del reparto principal de La víctima número 8. En 2020 interpreta a Mónica Ramala en Vis a vis: El oasis.

## Filmografía
| Año       | Título              | Papel            | Cadena             | Notas        |
| --------- | ------------------- | ---------------- | ------------------ | ------------ |
| 2013      | Gran Hotel          | Chica 2          | Antena 3           | 1 capítulo   |
| 2015-2016 | Mar de plástico     | Agneska Spassky  | Antena 3           | 16 capítulos |
| 2017      | Servir y proteger   | Sofiya Volkova   | La 1               | 10 capítulos |
| 2018      | La víctima número 8 | Almudena Ortiz   | Telemadrid / ETB 2 | 8 capítulos  |
| 2020      | Vis a vis: El oasis | Mónica Ramala    | FOX España         | 6 capítulos  |
| 2023-2024 | La promesa          | Elisa de la Vega | La 1               | 24 capítulos |

| Año  | Título                      | Personaje     | Dirección      |
| ---- | --------------------------- | ------------- | -------------- |
| 2014 | Historias de Lavapiés       | Joana         | Ramón Luque    |
| 2015 | Maldita venganza            | Roulette Girl | David Chamizo  |
| 2016 | Los encantados: La película | Lisi          | Ricardo Dávila |
| 2022 | Héroes de barrio            | Carmen        | Ángeles Reiné  |

| Año  | Título                 | Personaje    | Dirección                 |
| ---- | ---------------------- | ------------ | ------------------------- |
| 2010 | La última boda         | Britta       | Jorge Tsabutzoglu         |
| 2010 | Le llamarán Ian Bulnes | Chica de Ian | Ricardo Dávila            |
| 2012 | Los Encantados         | Lisi         | Ricardo Dávila            |
| 2018 | Hermanas               | Milka        | Carlos Iglesias           |
| 2019 | El cumple              | Hostess      | Pablo Alén, Breixo Corral |

## Vida personal
Lisi es nacida en Cádiz 1984. Está en una relación. Pareja Rubén Cano, viven en Madrid.